# Marta y Javier
Marta y Javier es una telenovela venezolana realizada por RCTV en 1981, es una versión libre de la radionovela "Siempre te he querido" original de Delia Fiallo con una versión libre de Ligia Lezama; dirigida por César Bolívar y protagonizada por Mayra Alejandra, Carlos Olivier y antagonizada por Tatiana Capote.

## Sinopsis
Un estudiante de medicina llamado Javier se enamora de Marta que es la hija del director del hospital. En su afán de persuadirla, sufren un accidente en el que Marta se queda ciega. Pero ella debe enfrentarse a otra tragedia: la muerte de su padre. Estos golpes repentinos la llenan de amargura y, culpando a Javier, se niega a aceptar que ella está enamorada de él. El joven médico, lleno de culpa, se va al extranjero para especializarse en cirugía ocular y, a su regreso, se hace pasar por el Doctor Blas Quintana y opera con éxito a Marta,  sin saber que su cirujano es Javier.

## Elenco
- Mayra Alejandra - Marta Galván
- Carlos Olivier - Dr. Javier Contreras/ Dr Blas Quintana
- Tatiana Capote - Julia Martínez
- Javier Vidal - Ernesto Bello
- Hazel Leal - María Antonieta
- Amalia Pérez Díaz - Doña Eleonora Contreras
- Tomás Henríquez - Don Julio Bermúdez
- Romelia Agüero - Enfermera Márquez
- Lino Ferrer - Felipe Peron
- Luis Aular - Doctor
- Charles Barry - Don Luis Camilo Martínez
- Enrique Benshimol - Don Álvaro Galván
- Igor Reveron - Agustín Fajardo
- Rosario Prieto - Lucía Peréz
- Esther Orjuela - Celia Galván
- Miguel Alcántara - Dr. Santiago Corona
- Lucio Bueno - Carlos Ruíz
- Carlos Cámara Jr. - Dr. Díaz
- Luis Alberto de Mozos - Dr. Samuel Ordóñez
- Rodolfo Drago - Guillermo Ortiz
- Nury Flores - Paulina Bello
- Nancy González - Brenda Arismendi
- Humberto Tancredi - Señor Pacheco
- Violeta González - Doña Consuelo De Martínez
- Alfredo Márquez - Alberto Contreras
- Patricia Noguera - Elsa
- Karla Luzbel - Enfermera Moreno
- Ron Duarte - Dr. López
- Dolores Beltrán - Enfermera
- Soraya Sanz - Moncha
- Carlos Flores - Dr. Jiménez
- Cristina Reyes - Fiorella
- Virginia Vera - Enfermera
- Enrique Soto - Dr. Andrade
- Rafael Vallenilla - Salcedo
- Albertina Álvarez - Juanita

## Versiones
- Marta y Javier está basada en la radionovela Siempre te he querido, escrita por Delia Fiallo.

- La cadena mexicana Televisa realizó una versión de esta radionovela en la segunda parte de la telenovela "'Cuidado con el ángel", producida en el 2008, con Maite Perroni y William Levy, el personaje de "Julia" fue interpretado por la actriz Michelle Vieth como "Ana Julia".

- Datos: Q6774193